# Vaux-le-Moncelot
Vaux-le-Moncelot ist eine Gemeinde im französischen Département Haute-Saône in der Region Bourgogne-Franche-Comté.

## Geographie
Vaux-le-Moncelot liegt auf einer Höhe von 240 m über dem Meeresspiegel, zehn Kilometer nordöstlich von Gy und etwa 28 Kilometer nordnordwestlich der Stadt Besançon (Luftlinie). Das Dorf erstreckt sich im Südwesten des Départements, im Saônebecken in der Niederung der Jouanne.
Die Fläche des 7,04 km² großen Gemeindegebiets umfasst einen Abschnitt der leicht gewellten Landschaft südöstlich der Saône. Von Süden nach Norden wird das Gebiet von der breiten Niederung der Jouanne durchquert, welche für die Entwässerung zur Romaine sorgt. Flankiert wird die Niederung von Plateaus, die geologisch zum Saônebecken zählen und aus tertiären Ablagerungen aufgebaut sind. Sie liegen durchschnittlich auf 260 m und werden überwiegend landwirtschaftlich genutzt. Im Norden reicht das Gemeindegebiet in die Waldung des Bois de l'Henrie. Gegen Südosten steigt das Gelände allmählich zu den Höhen an, welche das Saônebecken flankieren. Sie bestehen aus einer Wechsellagerung von kalkigen und sandig-mergeligen Sedimenten der mittleren und oberen Jurazeit. Mit 300 m wird unterhalb des Bois du Vermot die höchste Erhebung von Vaux-le-Moncelot erreicht.
Nachbargemeinden von Vaux-le-Moncelot sind Les Bâties im Norden, Fretigney-et-Velloreille im Osten sowie Frasne-le-Château im Süden und Westen.

## Geschichte
Funde von Werkzeug und Schmuckwaren aus prähistorischer Zeit auf den Fluren Les Chaseaux und La Montée weisen auf eine sehr frühe Besiedlung des Gemeindegebietes hin. Im Mittelalter gehörte Vaux zur Freigrafschaft Burgund und darin zum Gebiet des Bailliage d’Amont. Die lokale Herrschaft hatten die Herren von Oiselay inne. Später entwickelte sich Vaux zu einer eigenständigen Herrschaft. Zusammen mit der Franche-Comté gelangte das Dorf mit dem Frieden von Nimwegen 1678 definitiv an Frankreich. Am 25. Juli 1832 wurde Vaux-le-Moncelot von einem Großbrand heimgesucht, bei dem 35 Häuser zerstört wurden. Seit 2007 ist Vaux-le-Moncelot Mitglied des 20 Ortschaften umfassenden Gemeindeverbandes Communauté de communes des Monts de Gy. Das Dorf besitzt keine eigene Kirche, es gehört zur Pfarrgemeinde Frasne-le-Château.

## Sehenswürdigkeiten
Ein Herrschaftssitz mit zwei Seitenflügeln stammt aus dem 18. Jahrhundert. Das Lavoir, ehemals Brunnen, Waschhaus und Viehtränke, wurde im 19. Jahrhundert im palladianischen Stil erbaut.

## Bevölkerung
| Jahr                       | 1962 | 1968 | 1975 | 1982 | 1990 | 1999 |
| Einwohner                  | 93   | 85   | 74   | 63   | 66   | 63   |
| Quellen: Cassini und INSEE |      |      |      |      |      |      |

Mit 78 Einwohnern (1. Januar 2022) gehört Vaux-le-Moncelot zu den kleinsten Gemeinden des Département Haute-Saône. Nachdem die Einwohnerzahl in der ersten Hälfte des 20. Jahrhunderts deutlich abgenommen hatte (1891 wurden noch 180 Personen gezählt), wurden seit Mitte der 1970er Jahre nur noch geringe Schwankungen verzeichnet.

## Wirtschaft und Infrastruktur
Vaux-le-Moncelot war bis weit ins 20. Jahrhundert hinein ein vorwiegend durch die Landwirtschaft (Ackerbau, Obstbau und Viehzucht) und die Forstwirtschaft geprägtes Dorf. Außerhalb des primären Sektors gibt es nur wenige Arbeitsplätze im Dorf. Einige Erwerbstätige sind auch Wegpendler, die in den größeren Ortschaften der Umgebung ihrer Arbeit nachgehen.
Der Ort liegt abseits der größeren Durchgangsachsen an einer Departementsstraße, die von Frasne-le-Château nach Vezet führt.